# Hoffmannia australis
Hoffmannia australis är en måreväxtart som beskrevs av Miguel Lillo. Hoffmannia australis ingår i släktet Hoffmannia och familjen måreväxter. Inga underarter finns listade i Catalogue of Life.